# Индекс автомобильных номеров Швеции
Автомобильные номера в Швеции состоят из трёх букв и трёх цифр. Сочетание последовательное и не имеет никакой связи с географическим положением, хотя последняя цифра показывает, в какой месяц автомобиль должен пройти техосмотр. Транспортные средства, такие как полицейские машины, пожарные машины, автобусы и троллейбусы используют тот же тип автомобильных номеров, как и на частных автомобилях. Военно-транспортные средства имеют специальные пластины.

## Описание
Пластина имеет чёрный текст на белом фоне. Она состоит из трёх букв, пробел, затем три цифры. Это пространство используется для наклейки, когда машина была зарегистрирована. Все транспортные средства должны иметь номера спереди и сзади, за исключением мотоциклов, прицепов (только задний), тракторов и другой внедорожной техники (только спереди).
Регистрационный номер связан с идентификационным номером транспортного средства (VIN) и остается неизменным даже после смены собственника, пока транспортное средство не будет утилизировано или зарегистрировано в другой стране.  Списанное транспортное средство не облагается дорожным налогом или может быть не застраховано. Номерной знак остается на транспортном средстве при эксплуатации. 
Единственный способ кодирования - это когда транспортное средство должно пройти проверку. Последняя цифра пластины обозначает месяц проверки. Автомобили в Швеции не проверяются в мае и июне. Это делается для снижения количества проверок в течение летних месяцев. Автомобиль, который не прошёл проверку в течение срока, получает отказ насчёт техосмотра и не допускается к управлению по дорогам общего пользования.
| Цифра | Месяц    | Период инспекции |  |
| ----- | -------- | ---------------- |  |
| 1     | Январь   | ноябрь-март      |  |
| 2     | февраль  | декабрь-апрель   |  |
| 3     | март     | январь-май       |  |
| 4     | апрель   | февраль-июнь     |  |
| 5     | июль     | март-сентябрь    |  |
| 6     | август   | июнь-октябрь     |  |
| 7     | сентябрь | июль-ноябрь      |  |
| 8     | октябрь  | август-декабрь   |  |
| 9     | ноябрь   | сентябрь-январь  |  |
| 0     | декабрь  | октябрь-февраль  |  |